# Smaragde de Saint-Mihiel

Smaragde de Saint-Mihiel (en latin Smaragdus Sancti Michaelis), né vers 750 et mort entre 825 et vers 830, est un homme du clergé régulier et un lettré de l'époque carolingienne, moine bénédictin, exégète, puis abbé de l'abbaye Saint-Michel de Saint-Mihiel dans la Meuse initialement monastère de Castellion ou Châtillon fondé en 755. Il est principalement connu comme l'auteur du premier miroir carolingien appelé Via regia (Voie royale).

## Biographie

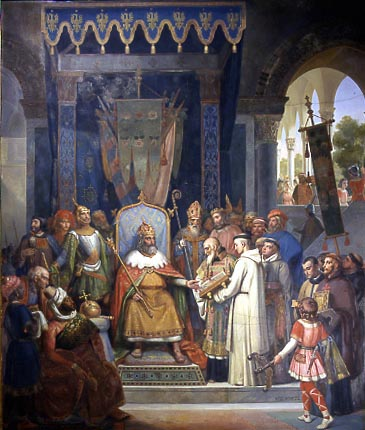
Charlemagne recevant Alcuin.

Smaragde est originaire de la Gaule du Sud (Vasconie ou Septimanie) ou bien de l'enclave de Britonia. 
Dans les années 780, peut-être sous la tutelle de l'évêque Théodulf d'Orléans, il devient moine écolâtre à Saint-Maximin de Trèves où il enseigne la grammaire de Donat, tout en développant des contacts avec la cour de Charlemagne à Aix-la-Chapelle. Sans doute vers 812, il est nommé abbé du monastère de Castellion qui deviendra l'abbaye de Saint-Mihiel entre 816 et 824. Successeur de l'abbé Ermengaude, il fait déplacer le monastère pour le rendre plus accessible et l'installer près d'une eau de source, en l'occurrence le ruisseau de Marsoupe, affluent de la Meuse. C'est là que s'établit l'abbaye. 
Dans les années 807-809, il participe de façon active, avec Théodulf d'Orléans et Arn de Salzbourg, aux débats sur la question du Filioque. À la demande de Charlemagne, Smaragde travaille particulièrement à rassembler les arguments bibliques en faveur du Filioque, entérinés par le 3e concile d'Aix-la-Chapelle en 809 dont il rédige les conclusions qu'il envoie à Charlemagne à destination du pape Léon III. 
Sous le règne de Louis le Pieux, il apparaît parfois comme missus dominicus. En 816, il participe activement au concile de réforme religieuse d'Aix-la-Chapelle principalement axé sur la discipline ecclésiastique et les règles à tenir pour les chanoines et chanoinesses.  
Ses liens étroits avec Louis le Pieux lui permettent d'obtenir cinq diplômes pour son monastère de Saint-Mihiel (datés de 816, 824 et 826). 
Il prend aussi part au débat sur l'esclavage et le servage, où il a un point de vue original : il réclame l'abolition de l'esclavage, s'opposant ainsi à Alcuin, Raban Maur, et même aux positions plus douces de Jonas d'Orléans ou d'Agobard de Lyon.

## Écrits
Il a écrit un commentaire sur le grammairien Donatus et un certain nombre d'ouvrages théologiques et ascétiques, dont la Via regia, sur la formation spirituelle d'un prince adressée à Louis le Pieux. Il exprime plus généralement une conception eusébienne du pouvoir, dans laquelle le prince est le vicaire du Christ, mais définit pour la première fois la royauté comme un ministerium conféré au roi par Dieu. 
Smaragde a écrit deux commentaires sur des textes bibliques, l'un sur les psaumes, et comme œuvre plus complète l'Explicatio in Evangelia et Epistolas, interprétations des péricopes de l'année ecclésiastique avec les épîtres. 
Il est également l'auteur d'un commentaire sur la règle de saint Benoît, composé après 817, et lié aux réformes monastiques de Benoît d'Aniane. 
La question reste posée de savoir si Smaragde de Saint-Mihiel est à confondre avec saint Ardon (Ardo Smaragdus) qui a été le biographe de Benoît d'Aniane et dont la Vita Benedicti abbatis Anianensis et Indensis se trouve dans le cartulaire d'Aniane (XIIe siècle),.

## Œuvres
- Liber in partibus Donati (traité de grammaire sur les huit parties du discours, à partir de l'Ars major de Donat)
- Expositio (sur le Livre des Psaumes)
- Explicatio in Evangelia et Epistolas (livre de lectures patristiques selon l'année liturgique)
- Sur la procession du Saint-Esprit
- Commentaires sur les Évangiles et les Épîtres
- Via regia, en 32 chapitres, le premier exemple du genre littéraire du miroir apparu au Moyen Âge
- Commentaria in Regula sancti Benedicti, en ligne sur Overnia.
- Diadema Monachorum

## Éditions
- Les œuvres complètes de Smaragde, sauf sa grammaire et les Carmina, ont été publiées par l'abbé Migne, dans Patrologie Latine, volume 102, disponible en ligne Documenta Catholica Omnia.
- Liber in partibus Donati, éd. Bengt Löfstedt, Louis Holtz et Adele Kibre, Brepols, série CCCM n° 68, Turnhout, 1986.
- Commentaire du Prologue à la Règle de saint Benoît, éd. Alfred Spannagel et Dom Pius Engelbert, Paris, Cerf, 2006
- Matthieu H. van der Meer, Glosae in Regula Sancti Benedicti abbatis ad usum Smaragdi abbatis Sancti Michaelis, série Corpus Christianorum. Continuatio mediaevalis, no 282, Turnhout : Brepols Publishers, 2017